# Vehicle-ariet (terrorisme)

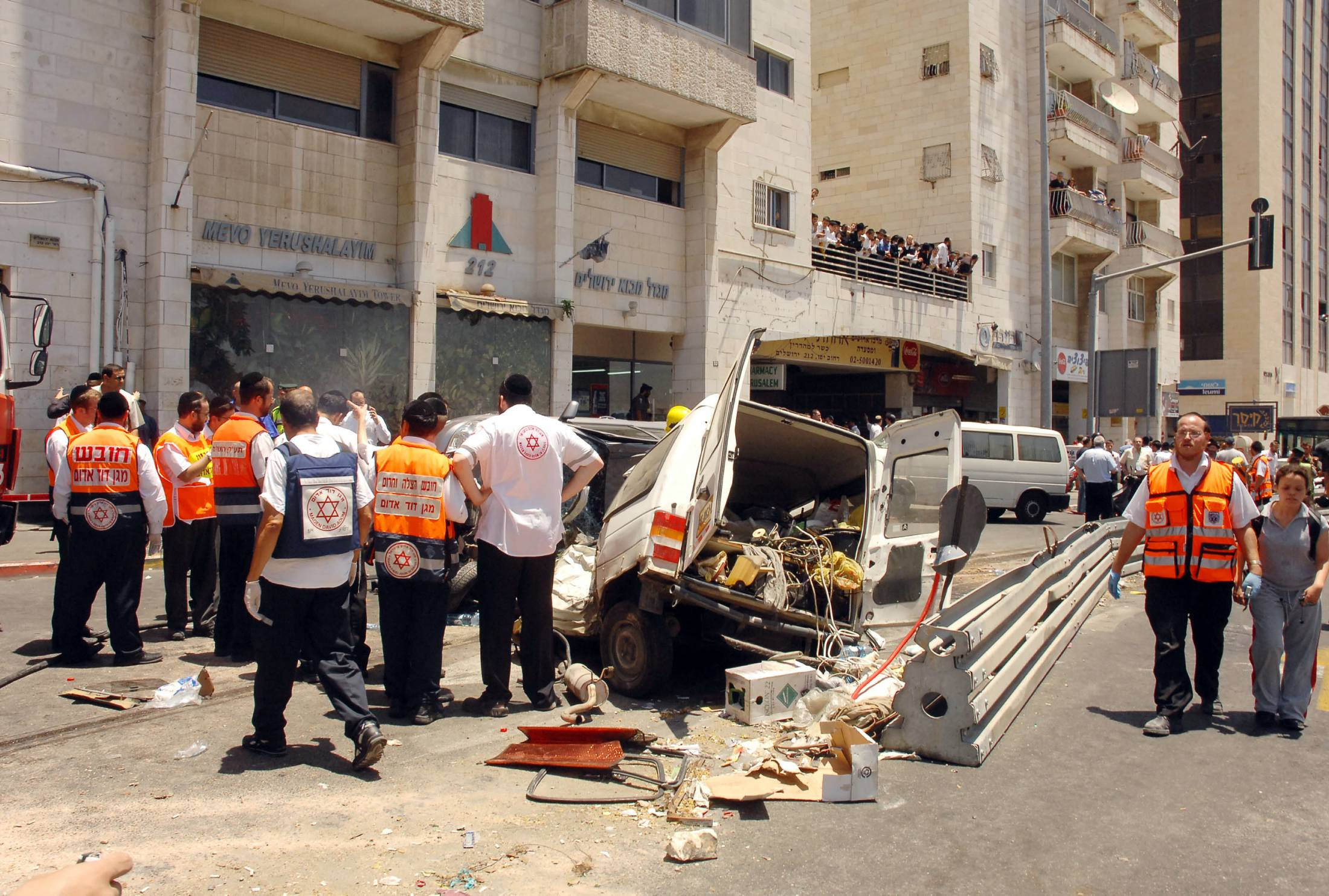
Danys causats per l'atac de buldòzer de Jerusalem de 2008 on van morir 3 víctimes i l'atacant

Envestida amb vehicle  o vehicle-ariet, com tàctica terrorista, és un tipus d'atac en el qual un terrorista o un grup de terroristes empren deliberadament un vehicle de motor com ariet contra un edifici o contra un grup de gent.
Els vehicles també poden ser utilitzats pels atacants per entrar a un edifici amb les portes tancades, tirant-les a terra amb el vehicle per poder-hi entrar i després, un cop dins, detonar els explosius, com en el cas de l'Atemptat de Saint-Quentin-Fallavier.

## Atacs per envestida amb vehicle
Hi ha hagut bastants atacs amb vehicle-ariet perpetrats per terroristes, carregant contra una multitud amb la finalitat de realitzar una matança massiva amb diferents graus d'èxit.

### Alemanya
El 19 de desembre de 2016 a Berlín, Alemanya, un immigrant tunisià va envestir amb un camió, que prèviament havia robat a un ciutadà polonès, contra un mercat nadalenc. Van morir 12 persones, incloent-hi la víctima del robatori i 49 van resultar ferides, algunes de gravetat. L'atacant va fugir poc després i dies més tard va ser abatut a Milà (Itàlia).

### Àustria
- El 20 de juny de 2015, a la ciutat de Graz, un fanàtic va matar tres persones i va fer 34 ferits, en carregar contra la gent a gran velocitat dins d'una zona de vianants al volant d'un 4x4.[3]

### Canadà
- El 20 d'octubre de 2014, a Saint-Jean-sur-Richelieu, un individu va matar un militar i en va ferir un altre carregant sobre ells al volant del seu vehicle.[4][5]

### Catalunya
- El 17 d'agost de 2017 es va produir un atropellament massiu a la Rambla de Barcelona.[9]

- El 18 d'agost de 2017 es produí un atemptat al passeig marítim de la localitat de Cambrils amb un vehicle ariet

### Estats Units
- El  31 d'octubre de 2017 es va produir un atropellament massiu al Lower Manhattan de Nova York.[10][11]

### França
- El 21 de desembre de 2014 a Dijon, una persona va carregar voluntàriament contra una dotzena de vianants, ferint tretze persones (dues greument).[12]
- El 22 de desembre de 2014 a Nantes, onze persones van ser ferides, (cinc greument), per un automobilista al volant d'una camioneta, que va carregar sobre el mercat de Nadal al centre de la ciutat. A continuació va intentar suïcidar-se amb un ganivet.[13]
- El 8 de gener de 2015, a Nogent-le-Rotrou, un cotxe va carregar contra una multitud reunida en un homenatge a les víctimes de l'atemptat contra Charlie Hebdo.[14]
- El 14 de juliol de 2016 a Niça, al passeig dels Anglesos, un camió va envestir la multitud reunida en ocasió de la celebració de la festa nacional.

### Israel
Israel va conèixer una ona d'atemptats amb vehicle-ariet durant i després de la guerra de Gaza de 2014.
- El 5 de novembre de 2014, dos atemptats van matar 1 persona a Jerusalem i 3 més prop de Betlem.[15]
- El 15 d'abril de 2015, un palestí va atropellar 3 guardes de fronteres israelians prop del Mont de les Oliveres, abans de ser aturat.[16]
- El 20 de maig de 2015, un palestí va ferir lleugerament 2 policies israelians abans de ser abatut a Jerusalem-Est.[17]
- El 13 d'octubre de 2015, un palestí va carregar amb el seu vehicle contra una parada de begudes, en el centre de la ciutat de Jerusalem, abans d'acoltellar alguns vianants[18]
- El 14 de novembre de 2015, un palestí va ferir lleugerament quatre persones amb el seu vehicle a l'entrada de Psagot en una intent d'atemptat.[19]